# 新川站 (愛媛縣)
新川站（日语：／ Shinkawa eki */?）是位於日本愛媛縣伊予市的鐵路車站，隸屬於伊予鐵道（伊予鐵），車站編號為IY33，本站與愛媛縣道22號並行，並由此起進入伊予市的範圍。
過往由於接近新川海灘（日语：新川海水浴場），曾吸引不少游泳人士使用，不過自從在1980年代起發生多次懷疑鯊魚出沒及襲擊泳客事件後，泳客人數大幅減少，也令車站使用人數下跌，近年隨着作為松山市外圍的住宅區域發展，不少新建住宅落成，也令車站使用者由泳客改為一般的通勤、通學居民為主。

## 車站構造
設有木製單層站舍一座，建於路軌和國道中間的狹窄用地上，與月台相在一起，外貌雖和其他站舍分別不大，但屋內空間卻是呈狹長形，前端用作候車室與月台之間的通道，最左邊為開放式閘口；站務室則移至於後端左側，候車室、自動售票處及側面均集中於後端右側，空間相對較為擠逼。
只設有側式月台1個，為列車不能交換車站，有效長度為3輛。當中靠向站舍約1輛長度設有月台上蓋，由於地形所限，月台和閘口之間只以梯級相連，而月台上除了數張候車座椅外，亦沒有其他設施。列車停靠時，往郡中港站方向為右側開門；往松山市站方向為左側開門。

### 月台配置
| 路線    | 方向 | 目的地     |
| ------- | ---- | ---------- |
| ■郡中線 | 上行 | 松山市方向 |
| ■郡中線 | 下行 | 郡中港方向 |

## 歷史
- 1909年7月1日：開業。
- 2025年3月18日：伊予鐵內所有郊外鐵道線均可使用ICOCA及全國交通系IC卡[4][5][6]。

## 利用狀況
| 年度   | 1日平均乗車人數 |
| ------ | --------------- |
| 1998年 | 335             |
| 1999年 | 322             |
| 2000年 | 322             |
| 2001年 | 337             |
| 2002年 | 330             |
| 2003年 | 324             |
| 2004年 | 325             |
| 2005年 | 340             |
| 2006年 | 348             |
| 2007年 | 350             |
| 2008年 | 368             |
| 2009年 | 374             |
| 2010年 | 339             |
| 2011年 | 337             |

## 相鄰車站
伊予鐵道
■ 郡中線
地藏町（IY32）－新川（IY33）－郡中（IY34）

## 外部連結
- 伊予鐵道新川站公式網頁。 （页面存档备份，存于）